# Fred Dalton Thompson
Fred Dalton Thompson, nato Freddie Dalton Thompson (Sheffield, 19 agosto 1942 – Nashville, 1º novembre 2015), è stato un avvocato, politico e attore statunitense.
È stato senatore degli Stati Uniti d'America per lo stato del Tennessee dal 2 dicembre 1994 al 3 gennaio 2003, militando nel Partito Repubblicano.

## Biografia

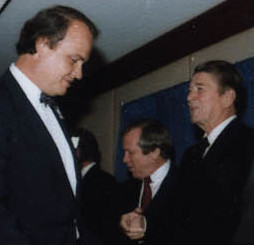
Thompson insieme a Ronald Reagan (1983)

Figlio del commerciante di auto Fletcher Session e di Ruth Bradley, frequentò le scuole pubbliche a Lawrenceburg nel Tennessee e si diplomò alla Lawrence County High School. Lavorava di giorno nel locale Ufficio postale e di notte in un impianto di montaggio di biciclette. Thompson entrò quindi al Florence State College (oggi Università del Nord Alabama), trasferendosi poi all'Università di Memphis, ove ottenne una doppia laurea: in filosofia ed in scienze politiche nel 1964, così come una borsa di studio presso le scuole di diritto delle Tulane University Law Schoole e Vanderbilt University Law School e presso quest'ultima ottenne il suo dottorato in giurisprudenza nel 1967.
Dal 1969 al 1972 ricoprì la carica di aiutante del Pubblico ministero federale. Dedicatosi anche alla politica, fu nominato fra i consiglieri minori nell'inchiesta del Senato americano sul caso Watergate. Divenne poi Consigliere speciale del Comitato del Senato degli Stati Uniti per gli Affari esteri e del Comitato del Senato degli Stati Uniti per i Servizi Segreti. Condusse un suo studio di avvocato a Nashville, nel Tennessee ove ebbe come clienti grandi nomi di aziende multinazionali. Nel 1977 egli difese un magistrato della custodia giudiziaria del Tennessee, Marie Ragghianti, che era stata espulsa per essersi rifiutata di liberare alcuni malfattori che avevano svolto attività corruttrice a favore del Governatore. Thompson ottenne il reintegro della Ragghianti nel suo ufficio e il riconoscimento a suo favore di un congruo indennizzo.
Sulla vicenda venne scritto un libro, pubblicato nel 1983 da parte del giornalista Peter Maas, dal quale venne tratto il film Una donna, una storia vera con Sissy Spacek nella parte della Ragghianti, diretto da Roger Donaldson, il quale chiese ed ottenne che Thompson partecipasse personalmente al film, rappresentando sé stesso. Da allora egli recitò ancora in alcuni film e nel 2002 interpretò il procuratore distrettuale Arthur Branch nella serie Law & Order - I due volti della giustizia e alcuni spin-off, dove rimarrà fino al 2007. Nel 1994, in una campagna elettorale suppletiva, che lo vide opporsi al candidato democratico, il politico di lungo corso Jim Cooper, venne eletto senatore per il Tennessee. Venne rieletto al senato nel 1996, ma non si candidò più nelle successive tornate elettorali.
Nel 2006, non più senatore, firmò un contratto con la rete radiofonica ABC News Radio come commentatore ed analista politico in sostituzione di Paul Harvey. Egli sottoscrisse poi anche un contratto con la Salem Communications's Townhall, per scrivere sulla Townhall, dal 23 aprile fino al 21 agosto 2007, e poi dall'8 giugno fino al 17 novembre 2008. Nel 2010, About.com, controllata della The New York Times Company, citò Thompson come uno dei 20 conservatori più importanti da seguire su Twitter. Nel marzo del 2007 iniziò una breve campagna per la sua candidatura alla Presidenza degli Stati Uniti per il 2008, ma il 22 gennaio 2008, dopo lo scarso successo della campagna per le primarie, annunciò il suo ritiro.
Morì a Nashville il 1º novembre 2015 all'età di 73 anni a causa di un Linfoma non Hodgkin, che gli venne diagnosticato nel 2004. Viene sepolto nel cimitero Mimosa di Lawrenceburg, Tennessee.

## Vita privata
A 17 anni, nel 1959, Fred Thompson sposò Sarah Elizabeth Lindsey, dalla quale divorziò nel 1985. La coppia ha avuto tre figli: Freddie, Daniel e Elizabeth.
Nel giugno del 2002, dopo 6 anni di fidanzamento, ha sposato Jeri Kehn, una giornalista dalla quale ha avuto due figli. La figlia Elizabeth è morta nel 2002 a 38 anni per un'overdose di droghe prescritte.

## Filmografia

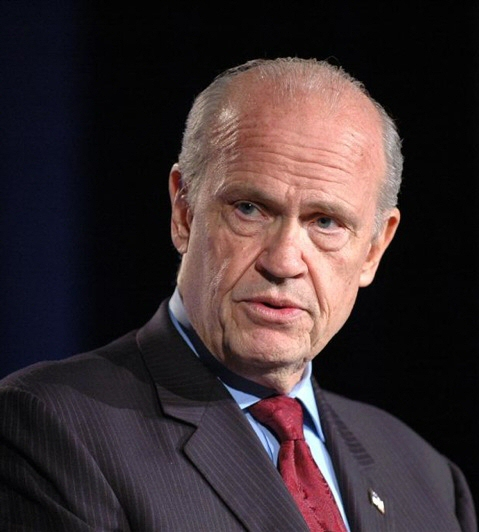
Fred Dalton Thompson

### Cinema
- Una donna, una storia vera (Marie), regia di Roger Donaldson (1985)
- Senza via di scampo (No Way Out), regia di Roger Donaldson (1987)
- F.B.I. - Agenti in sottoveste (Feds), regia di Daniel Goldberg (1988)
- L'ombra di mille soli (Fat Man and Little Boy), regia di Roland Joffé (1989)
- Caccia a Ottobre Rosso (The Hunt for Red October), regia di John McTiernan (1990)
- Giorni di tuono (Days of Thunder), regia di Tony Scott (1990)
- 58 minuti per morire - Die Harder (Die Hard 2), regia di Renny Harlin (1990)
- L'ultimo attacco (Flight of the Intruder), regia di John Milius (1991) - non accreditato
- Conflitto di classe (Class Action), regia di Michael Apted (1991)
- Campioni di guai (Necessary Roughness), regia di Stan Dragoti (1991)
- Cape Fear - Il promontorio della paura (Cape Fear), regia di Martin Scorsese (1991)
- La tenera canaglia (Curly Sue), regia di John Hughes (1991)
- Air Force - Aquile d'acciaio (Aces: Iron Eagle III), regia di John Glen (1992)
- Cuore di tuono (Thunderheart), regia di Michael Apted (1992)
- White Sands - Tracce nella sabbia ( White Sands), regia di Roger Donaldson (1992) - non accreditato
- Nata ieri (Born Yesterday), regia di Luis Mandoki (1993)
- Nel centro del mirino (In the Line of Fire), regia di Wolfgang Petersen (1993)
- Baby Birba - Un giorno in libertà (Baby's Day Out), regia di Patrick Read Johnson (1994)
- Last Best Chance, regia di Ben Goddard (2005)
- Looking for Comedy in the Muslim World, regia di Albert Brooks (2006)
- The Genesis Code, regia di C. Thomas Howell e Patrick Read Johnson (2010)
- Un anno da ricordare (Secretariat), regia di Randall Fallace (2010)
- Ironmen, regia di Elias Goday (2010)
- Alleged, regia di Tom Hines (2010)
- The Last Ride, regia di Harry Thomason (2011)
- Sinister, regia di Scott Derrickson (2012)
- Unlimited, regia di Nathan Frankowski (2013)
- Persecuted, regia di Daniel Lusko (2014)
- 23 Blast, regia di Dylan Baker (2014)
- A Larger Life, regia di Bill Lundy (2015)
- 90 minuti in paradiso (90 Minutes in Heaven), regia di Michael Polish (2015)
- God's Not Dead 2, regia di Harold Cronk (2016) - postumo

### Televisione
- Matrimonio sacrilego (Unholy Matrimony), regia di Jerrold Freedman - film TV (1988)
- Oltre la legge - L'informatore (Wiseguy) - serie TV, 3 episodi (1988)
- Matlock - serie TV, 3 episodi (1989-1993)
- China Beach - serie TV, 1 episodio, (1989)
- Pappa e ciccia (Roseanne) - serie TV, 1 episodio (1989)
- Benedizione mortale, regia di William A. Graham - film TV (1992)
- L'amico dei miei sogni (Day-O), regia di Michael Schultz - film TV (1992)
- Punto di svolta (Keep the Change), regia di Andy Tennant - film TV (1992)
- Barbarians at the Gate, regia di Glenn Jordan - film TV (1993)
- Sex and the City - serie TV, episodio 3x02 (2000)
- Law & Order - I due volti della giustizia (Law & Order) - serie TV, 116 episodi (2002-2007)
- Law & Order - Unità vittime speciali (Law & Order: Special Victims Unit) - serie TV, 11 episodi (2003-2007)
- Evel Knievel, regia di John Badham - film TV (2004)
- Law & Order: Criminal Intent - serie TV, 1 episodio (2005)
- Law & Order - Il verdetto (Law & Order: Trial by Jury) - serie TV, 13 episodi (2005-2006)
- Conviction - serie TV, 1 episodio (2006)
- L'ultimo pellerossa (L'ultimo pellerossa), regia di Yves Simoneau - film TV (2007)
- Life on Mars - serie TV, 1 episodio (2009)
- The Good Wife - serie TV, 2 episodi (2011-2012)
- Allegiance - serie TV, 2 episodi (2015)

### Doppiatore
- Rachel and Andrew Jackson: A Love Story, regia di Kathy Conkwright - film TV (2001)
- Striscia, una zebra alla riscossa (Racing Stripes), regia di Frederik Du Chau (2005)
- Contrarian, regia di Mary Mazzio - documentario (2013)

## Riconoscimenti
- Screen Actors Guild Award
  - 2004 – Candidatura, insieme a Jesse L. Martin, S. Epatha Merkerson, Jerry Orbach, Elisabeth Röhm e Sam Waterston, al miglior cast in una serie drammatica per Law & Order - I due volti della giustizia

## Doppiatori italiani
Nelle versioni in italiano delle opere in cui ha recitato, Fred Dalton Thompson è stato doppiato da:
- Pietro Biondi in L'ombra di mille soli, Nata ieri, Law & Order - Unità vittime speciali (st. 5-7), The Good Wife, 90 minuti in paradiso
- Luciano De Ambrosis in Caccia a Ottobre Rosso, Campioni di guai, Law & Order - I due volti della giustizia
- Bruno Alessandro in Conflitto di classe, Law & Order - Il verdetto, L'ultimo pellerossa
- Renato Mori in Giorni di tuono, Cape Fear - Il promontorio della paura, Cuore di tuono
- Sandro Sardone in Matlock (ep. 4x01, 4x02), Conviction
- Paolo Lombardi in Matlock (ep. 7x07), La tenera canaglia
- Franco Zucca in Baby Birba - Un giorno in libertà, Un anno da ricordare
- Elio Zamuto in Una donna, una storia vera
- Michele Kalamera in F.B.I. - Agenti in sottoveste
- Giancarlo Maestri in 58 minuti per morire - Die Harder
- Emilio Cappuccio in Benedizione mortale
- Glauco Onorato in Nel centro del mirino
- Dario De Grassi in Law & Order - Unità vittime speciali (ep. 4x21)
- Angelo Nicotra in Persecuted
- Michele Gammino in Allegiance
- Gianluca Machelli in Sinister
- Santo Versace in Law & Order - Criminal Intent
- Saverio Moriones in Air Force - Aquile d'acciaio (ridoppiaggio)

Da doppiatore è sostituito da:
- Roberto Draghetti in Striscia, una zebra alla riscossa